# 202 Хрісеїда
202 Хрісеїда (202 Chryseis) — астероїд головного поясу, відкритий 11 вересня 1879 року К. Г. Ф. Петерсом.